# Slowakische Meisterschaften im Biathlon 2010
Die Slowakischen Meisterschaften im Biathlon 2010 (Majstrovstvá Slovenska v biatlone) fanden an mehreren Terminen zwischen dem Ende des Vorjahres in Osrblie sowohl für Frauen als auch Männer in verschiedenen Altersklassen statt. Ausrichter war der Klub biatlonu Osrblie. Neben einem Einzel wurden Meisterschaften im Sprint und im Massenstart ausgetragen.

## Männer

### Sprint 10 km 1
| Platz | Starter           | Verein              | Schießfehler | Zeit    |
| ----- | ----------------- | ------------------- | ------------ | ------- |
| 1     | Martin Otčenáš    | VŠC DU BB           | 0-1          | 20:50,3 |
| 2     | Miroslav Matiaško | VŠC DU BB           | 0-0          | +0:00,9 |
| 3     | Pavol Hurajt      | VŠC DU BB           | 0-3          | +0:46,5 |
| 4     | Marek Matiaško    | VŠC DU BB           | 2-1          | +1:01,8 |
| 5     | Matej Kazár       | VŠC DU BB           | 0-2          | +1:01,8 |
| 6     | Martin Otčenáš    | VŠC DU BB           | 2-2          | +2:05,3 |
| 7     | Norbert Gröne     | Osrblie             | 0-4          | +3:34,7 |
| 8     | Peter Ivanek      | ŠKP Čadca-Sk        | 1-0          | +4:47,7 |
| 9     | Peter Ridzoň      | ŽP Šport Podbrezová | 2-2          | +5:41,2 |
| 10    | Lukáš Olejár      | TU Zvolen           | 3-4          | +6:41,3 |

Datum: 29. Dezember 2009
Am Start waren alle zehn gemeldeten Starter.

### Massenstart 15 km 1
| Platz | Starter           | Verein              | Schießfehler | Zeit     |
| ----- | ----------------- | ------------------- | ------------ | -------- |
| 1     | Pavol Hurajt      | VŠC DU BB           | 1-0-1-1      | 37:17,9  |
| 2     | Marek Matiaško    | VŠC DU BB           | 1-1-1-0      | +0:18,8  |
| 3     | Matej Kazár       | VŠC DU BB           | 0-1-1-1      | +0:42,7  |
| 4     | Miroslav Matiaško | VŠC DU BB           | 2-0-2-0      | +1:28,4  |
| 5     | Dušan Šimočko     | VŠC DU BB           | 2/1-1-3-1    | +4:39,6  |
| 6     | Martin Otčenáš    | VŠC DU BB           | 2-2-2-1      | +6:27,4  |
| 7     | Norbert Gröne     | Osrblie             | 0-1-2-2      | +7:00,1  |
| 8     | Peter Ridzoň      | ŽP Šport Podbrezová | 2-1-2-1      | +11:25,3 |
| 9     | Peter Ivanek      | ŠKP Čadca-Sk        | 1-2-3-3      | +14:32,7 |
| 10    | Lukáš Olejár      | TU Zvolen           | 1-2-5-3      | +14:34,2 |

Datum: 29. Dezember 2010
Am Start waren acht der zehn gemeldeten Starter.

### Einzel 20 km
| Platz | Starter       | Verein              | Schießfehler | Zeit    |
| ----- | ------------- | ------------------- | ------------ | ------- |
| 1     | Peter Ridzoň  | ŽP Šport Podbrezová | 1-0-1-1      | +1:58,6 |
| 2     | Norbert Gröne | Osrblie             | 1-2-2-1      | +2:50,2 |
| 3     | Peter Ivanek  | ŠKP Čadca-Sk        | 1-2-1-2      | +8:04,1 |

Datum: 9. Januar 2010
Am Start waren alle fünf gemeldete Athleten, darunter die Gaststarter Tomasz Puda, der das Rennen auch gewann, und Piotr Kotas aus Polen.

## Frauen

### Sprint 7,5 km 1
| Platz | Starter         | Verein    | Schießfehler | Zeit    |
| ----- | --------------- | --------- | ------------ | ------- |
| 1     | Jana Gereková   | VŠC DU BB | 2-1          | 18:55,8 |
| 2     | Dagmar Mondlová | UMB BB    | 0-3          | +5:47,9 |

Datum: 29. Dezember 2009
Am Start alle vier gemeldeten Athletinnen, darunter die polnischen Gaststarterinnen Karolina Pitoń und Monika Hojnisz.

### Massenstart 12,5 km 1
| Platz | Starter         | Verein    | Schießfehler | Zeit    |
| ----- | --------------- | --------- | ------------ | ------- |
| 1     | Jana Gereková   | VŠC DU BB | 1-2-0-1      | 41:56,5 |
| dns   | Dagmar Mondlová | UMB BB    |              |         |

Datum: 30. Dezember 2009
Am Start waren drei der vier gemeldeten Athletinnen, darunter die polnischen Gaststarterinnen Karolina Pitoń und Monika Hojnisz.

### Einzel 15 km
Am Start war mit Sylwia Malinowska einzig eine polnische Gaststarterin.

## Belege
1. 1 2  Ergebnisse des ersten Sprints (Seite nicht mehr abrufbar, festgestellt im Mai 2019. Suche in Webarchiven)  Info: Der Link wurde automatisch als defekt markiert. Bitte prüfe den Link gemäß Anleitung und entferne dann diesen Hinweis.
2. ↑  Ergebnisse des ersten Sprints (Seite nicht mehr abrufbar, festgestellt im Mai 2019. Suche in Webarchiven)  Info: Der Link wurde automatisch als defekt markiert. Bitte prüfe den Link gemäß Anleitung und entferne dann diesen Hinweis.
3. ↑  Ergebnisse des Einzels (Seite nicht mehr abrufbar, festgestellt im Mai 2019. Suche in Webarchiven)  Info: Der Link wurde automatisch als defekt markiert. Bitte prüfe den Link gemäß Anleitung und entferne dann diesen Hinweis.
4. ↑  Ergebnisse des ersten Massenstarts (Seite nicht mehr abrufbar, festgestellt im Mai 2019. Suche in Webarchiven)  Info: Der Link wurde automatisch als defekt markiert. Bitte prüfe den Link gemäß Anleitung und entferne dann diesen Hinweis.